# Osamu Henry Iyoha
Osamu Henry Iyoha (født 23. juni 1998) er en japansk fodboldspiller, som spiller for den japanske fodboldklub FC Gifu.